# Verne Frederick Ray
Verne Frederick Ray, (1905-28 de setembre de 2003) fou un professor d'antropologia a la Universitat de Washington, llicenciat en antropologia a Washington i doctorat (el 1937) per la universitat Yale. Ray fou un dels primers antropòlegs a la UW, que fou cap del Departament d'Antropologia i degà associat de la Graduate School.
Ell és més conegut per ajudar a les tribus del Nord-oest amb la reclamació dels assentaments de terres tribals i es considera com a pioner en el camp de l'etnohistòria. La tribu Cowlitz, a qui va ajudar a obtenir el reconeixement federal, el va fer membre honorari en 2000.
Estava casat amb la companya antropòloga i escriptora Dorothy Jean Ray.

## Publicacions
És autor o editor de 52 llibres que tracten de l'antropologia dels indis d'Amèrica del Nord-oest. En particular, el seu treball amb les tribus Salish de l'interior de Washington després de l'aprovació de la
Indian Claims Commission Act el 1946 va donar lloc a la publicació d'una sèrie d'articles importants sobre les tribus, incloent les següents:
- Ray, Verne F. "The Columbia Confederacy: A League of Central Plateau Tribes." In Stanley Diamond, editor, Culture in History: Essays in Honor of Paul Radin. Columbia University Press: New York, 1960, pp. 771–789.
- Ray, Verne F. "Cultural Relations in the Plateau of Northwestern America." Publications of the Frederick Webb Hodge Anniversary Publication Fund, Vol. III. Los Angeles, 1939.
- Ray, Verne F. "Ethnohistorical Notes on the Columbia, Chelan, Entiat, and Wenatchee Tribes," Interior Salish and Eastern Washington Indians IV. Garland Publishing Inc.: New York, 1974.
- Ray, Verne F. "Native Village and Groupings of the Columbia Basin," Pacific Northwest Quarterly. Vol. 27 No. 2, April, 1936.
- Ray, Verne F., The Sanpoil and Nespelem: Salishan Peoples of Northeastern Washington (New Haven, Human Relations Area Files, 1954) [Originally published as Vol. V, University of Washington Publications in Anthropology, 1933].